# Richard Rodney Bennett
Richard Rodney Bennett (29 de marzo de 1936 - 24 de diciembre de 2012) fue un compositor inglés reconocido por su música para películas y sus interpretaciones de jazz, así como por sus conciertos. Vivió en Nueva York desde 1979.

## Biografía
Richard Rodney Bennett fue alumno en Leighton Park School, colegio cuáquero de Reading. Estudió luego en Royal Academy of Music con Howard Ferguson y Lennox Berkeley. Durante esa época asistió a cursos de verano en Darmstadt, donde conoció el serialismo. Luego pasó dos años en París como alumno de Pierre Boulez.
Fue profesor de la Royal Academy of Music entre 1963 y 1965, y en el Peabody Institute en Baltimore, entre 1970 y 1971: posteriormente presidió la cátedra de Composición internacional de la academia entre 1994 y 2000. Recibió la Orden del Imperio Británico en 1977, y fue nombrado caballero en 1998.
Fue tutor del compositor Grayston Ives.
Uno de los músicos británicos más versátiles y respetados, Bennet produjo más de doscientas piezas de concierto, cincuenta bandas sonoras de películas, y compuso e interpretó obras de jazz durante cincuenta años. Su aprendizaje con Pierre Boulez en la década de 1950 le permitió conocer las técnicas de la vanguardia europea, y a partir de allí desarrolló su propio y distintivo estilo dramático abstracto. En los últimos años adoptó un creciente estilo tonal. 
En 1995, para celebrar su 200.ª edición, la revista Gay Times publicó una lista de personas consideradas importantes por la comunidad homosexual británica. Bennet fue nominado como una de las figuras clave del ámbito musical.

## Música
A pesar de sus tempranos estudios en técnicas modernistas, los gustos de Bennett eran eclécticos: escribió en una amplia gama de estilos, particularmente en jazz. Pronto encontró el éxito escribiendo música para películas destacadas, aunque consideró a esta área subordinada la música de concierto. A pesar de ello, continuó escribiendo música para televisión, y entre sus partituras se incluyen el serial de Doctor Who, The Aztecs (1964), Far from the Madding Crowd (1967), por el que fue nominado para un Oscar de la academia, Nicolás y Alejandra (1971),Crimen en el expreso de Oriente (1974), Abril encantado (1992), Cuatro bodas y un funeral (1994), y La historia de Sweeney Todd (1998).
Fue además un autor prolífico de obras orquestales, solos para piano, música coral y óperas. A pesar de su eclecticismo, la música de Bennett raramente resulta en fusión de estilos.

## Algunas de sus obras

### Piezas instrumentales
- Impromptus para guitarra (1968)
- Concierto para saxofón alto
- Concierto para Stan Getz (10 saxos y piano)
- Elegía para Davis
- Pequeña suite, basada en una selección de su ciclo de canciones The Insect World y The Aviary.
- Farnham Festival Overture (1964) para orquesta
- Morning Music para banda de vientos.
- Reflections on a Sixteenth Century Tune para orquesta de cuerdas (1999)
- Sonata para guitarra solista (1983)
- Sonatina para clarinete solista.
- Summer Music para flauta y piano.
- Conicerto para trompeta y orquesta

### Sinfonías
- Tercera Sinfonía - 1987

### Óperas
- The Ledge - 1961
- The Midnight Thief (con libreto de Ian Serraillier) - 1964
- The Mines of Sulphur - 1965
- A Penny for a Song - 1967
- Victory - 1970

### Música coral
- Missa Brevis - 1990
- Sea Change - 1983
- Spells, escreito para la soprano Jane Manning.
- Out of Your Sleep
- On Christmas Day to My Heart, 1999.
- The Garden - A Serenade to Glimmerglass, 2006

## Premios y distinciones
Premios Óscar
| Año  | Categoría                                     | Película                       | Resultado |
| ---- | --------------------------------------------- | ------------------------------ | --------- |
| 1968 | Mejor banda sonora – sustancialmente original | Lejos del mundanal ruido       | Nominado  |
| 1972 | Mejor banda sonora dramática original         | Nicolás y Alejandra            | Nominado  |
| 1975 | Mejor banda sonora dramática original         | Asesinato en el Orient Express | Nominado  |